# Rahime Arı
Rahime Ömer Arı (ur. 1 stycznia 1999) – turecka zapaśniczka startująca w stylu wolnym. Brązowa medalistka igrzysk solidarności islamskiej w 2021. Trzecia na ME U-23 w 2022 roku.